# Myriotrema clandestinum
Myriotrema clandestinum är en lavart som först beskrevs av Fée, och fick sitt nu gällande namn av Hale 1980. Myriotrema clandestinum ingår i släktet Myriotrema och familjen Thelotremataceae.   Inga underarter finns listade i Catalogue of Life.